# 第34回IBAFワールドカップ日本代表
第34回IBAFワールドカップ日本代表（だい34かいIBAFワールドカップにっぽんだいひょう）は、2001年11月に台湾で開かれた第34回IBAFワールドカップに出場するために選抜された野球日本代表チームである。

## 概要
前年のシドニーオリンピック野球日本代表からプロ野球選手も代表入りするようになり、かつ今大会はペナントレース終了後であったことから、各球団から主に若手選手1名を供出することで比較的にスムーズに各球団の了承が得られた。さらに後藤監督は国際試合の経験が豊富なプロ選手として読売ジャイアンツから高橋由伸と福岡ダイエーホークスから井口資仁をも選出した。また、特筆すべきは歴代の日本代表チームとして史上初めて現役高校生の寺原隼人が選出された。
構成は、プロ14人、社会人4人、大学生5人、高校生1人。

## 監督・コーチ
（かっこ内は所属；年齢。いずれも選出当時。★はプロ経験者）
- 30 後藤寿彦監督（全日本アマチュア野球連盟選手強化本部ナショナルチーム強化部会長；48）
- 31 山下大輔コーチ★（全日本アマチュア野球連盟選手強化本部アドバイザー・野球評論家；49）
- 32 荒木大輔コーチ★（全日本アマチュア野球連盟選手強化本部アドバイザー・野球評論家；37）
- 33 應武篤良コーチ（全日本アマチュア野球連盟選手強化本部アドバイザー；43）

## 選手
No.は背番号。所属や年齢は選出当時。
| 位置   | No. | 氏名       | 所属                       | 年齢 |
| ------ | --- | ---------- | -------------------------- | ---- |
| 投手   | 11  | 寺原隼人   | 日南学園高等学校           | 18   |
| 投手   | 15  | 須田喜照   | 東芝                       | 31   |
| 投手   | 16  | 篠原貴行   | 福岡ダイエーホークス       | 23   |
| 投手   | 18  | 久保裕也   | 東海大学                   | 21   |
| 投手   | 19  | 館山昌平   | 日本大学                   | 20   |
| 投手   | 23  | 藤井秀悟   | ヤクルトスワローズ         | 24   |
| 投手   | 28  | 加藤康介   | 千葉ロッテマリーンズ       | 23   |
| 投手   | 35  | 中村隼人   | 日本ハムファイターズ       | 26   |
| 投手   | 52  | 中野渡進   | 横浜ベイスターズ           | 25   |
| 捕手   | 10  | 阿部慎之助 | 読売ジャイアンツ           | 22   |
| 捕手   | 20  | 黒須隆     | 日産自動車                 | 33   |
| 内野手 | 1   | 東出輝裕   | 広島東洋カープ             | 21   |
| 内野手 | 2   | 井端弘和   | 中日ドラゴンズ             | 26   |
| 内野手 | 4   | 前田新悟   | 明治大学                   | 21   |
| 内野手 | 6   | 西郷泰之   | 三菱ふそう川崎             | 29   |
| 内野手 | 7   | 井口資仁   | 福岡ダイエーホークス       | 27   |
| 内野手 | 25  | 後藤武敏   | 法政大学                   | 21   |
| 外野手 | 3   | 葛城育郎   | オリックス・ブルーウェーブ | 24   |
| 外野手 | 5   | 衣川隆夫   | 日本大学                   | 22   |
| 外野手 | 8   | 佐藤友亮   | 西武ライオンズ             | 23   |
| 外野手 | 9   | 鷹野史寿   | 大阪近鉄バファローズ       | 28   |
| 外野手 | 24  | 高橋由伸   | 読売ジャイアンツ           | 26   |
| 外野手 | 43  | 上坂太一郎 | 阪神タイガース             | 24   |

## 大会戦績

### 予選リーグ
- 第1戦（11月7日）　日本 21-0 フィリピン （7回コールド）
- 第2戦（11月8日）　日本 10-0 パナマ　（7回コールド）
- 第3戦（11月9日）　日本 12-0 ロシア　（7回コールド）
- 第4戦（11月10日）　日本 5-3 キューバ
日本が国際試合でキューバから挙げた3つ目の白星。
- 第5戦（11月11日）　日本 8-0 オーストラリア
- 第6戦（11月13日）　日本 6-2 カナダ
- 第7戦（11月14日）　日本 6-5 オランダ

### 決勝トーナメント
- 準々決勝（11月16日）　日本 3-1 韓国
- 準決勝（11月17日）　日本 1-3 キューバ　（延長11回）
- 3位決定戦（11月18日）　日本 0-3 チャイニーズタイペイ
メダルに届かず、4位に終わる。

### 表彰選手
- ベストナイン（三塁手）　東出輝裕
- ベストナイン（遊撃手）　井端弘和
- ベストナイン（外野手）　高橋由伸